# 竹井奈美
竹井 奈美（たけい なみ、1989年7月31日 - ）は、福岡県京都郡苅田町出身出身の競艇選手。登録番号4556。104期。福岡支部所属。
弟子は戸敷晃美（登録番号4936）・冨名腰桃奈（登録番号5117）。

## 来歴
- 福岡県立京都高等学校卒業[3]。やまと競艇学校104期。
- やまと競艇学校時代、リーグ戦勝率4.99（準優進出4 優出3）の成績を残した。
- 2009年5月12日、福岡競艇場でデビュー（4着）。
- 2009年7月13日、戸田競艇場での「第3回夕刊フジ杯・男女混合W優勝戦」で準優出。前日の12Rで5選手が23条抵触[5]による失格で即刻帰郷となり、またW優勝戦ということで選手が不足していたことも重なって、通算勝ち星を1つも挙げていないにもかかわらず準優進出する異例の事態となった（結果は5着）。
- 2009年11月1日、宮島競艇場での「G3女子リーグ第11戦 みやじまレディースカップ」初日1Rで初勝利（75走目）。
- 2012年9月27日、戸田競艇場での「G3 2013女子リーグ戦第3戦」で初優出（6着）[6]。
- 2013年8月6日、鳴門競艇場での「G1第27回女子王座決定戦競走」にG1初出場。
- 2016年6月7日、福岡競艇場において行われた「ヴィーナスシリーズ第3戦」で、念願の初優勝を飾っている（優出21回目）。
- 2017年5月23日、福岡競艇場でおこなわれた「第44回ボートレースオールスター」初日、1RでSG初勝利[7]。

## 人物
小学生時、父親とボート場へレースを見に行ったことがきっかけで競艇選手を志す。高校卒業前にやまと競艇学校を受け、一回で合格した。同期に松田大志郎、岡村慶太、浜田亜理沙、中田竜太らがいる。
弟に同じ競艇選手の竹井貴史（登録番号4737）。
2020年11月1日、ボートレーサーの桂林寛と結婚。